# Бевил Оукс (Тексас)
Бевил Оукс (енгл. Bevil Oaks) град је у америчкој савезној држави Тексас. По попису становништва из 2010. у њему је живело 1.274 становника.

## Демографија
Према попису становништва из 2010. у граду је живело 1.274 становника, што је 72 (5,3%) становника мање него 2000. године.
| Група             | 2000.         | 2010.         |
| Белци             | 1.270 (94,4%) | 1.107 (86,9%) |
| Афроамериканци    | 27 (2,0%)     | 54 (4,2%)     |
| Азијати           | 2 (0,1%)      | 22 (1,7%)     |
| Хиспаноамериканци | 42 (3,1%)     | 76 (6,0%)     |
| Укупно            | 1.346         | 1.274         |